# Anton Coșa
Anton Coșa (Faraoani, 23 novembre 1961) è un vescovo cattolico rumeno, vescovo di Chișinău.

## Biografia
Nato a Valea Mare, una località di Faraoani, discende da una famiglia di etnia Csángó. Compie gli studi superiori in un liceo di Hemeiuș e quelli universitari all'Istituto Cattolico di Teologia a Iași.
Il 25 giugno 1989 viene ordinato sacerdote per la diocesi di Iași dall'arcivescovo di Bucarest Ioan Robu nella cattedrale di Santa Maria Regina. Dal 1989 al 1990 è assistenze sacerdote a Roman e dal 1990 al 1991 a Chișinău. Nel 1993 è nominato amministratore apostolico della Moldavia.
Il 30 ottobre 1999 è eletto vescovo titolare di Paestum. Il 27 ottobre 2001 è nominato primo vescovo di Chișinău.

## Genealogia episcopale
La genealogia episcopale è:
- Cardinale Scipione Rebiba
- Cardinale Giulio Antonio Santori
- Cardinale Girolamo Bernerio, O.P.
- Arcivescovo Galeazzo Sanvitale
- Cardinale Ludovico Ludovisi
- Cardinale Luigi Caetani
- Cardinale Ulderico Carpegna
- Cardinale Paluzzo Paluzzi Altieri degli Albertoni
- Papa Benedetto XIII
- Papa Benedetto XIV
- Papa Clemente XIII
- Cardinale Enrico Benedetto Stuart
- Papa Leone XII
- Cardinale Chiarissimo Falconieri Mellini
- Cardinale Camillo Di Pietro
- Cardinale Mieczysław Halka Ledóchowski
- Cardinale Jan Maurycy Paweł Puzyna de Kosielsko
- Arcivescovo Józef Bilczewski
- Arcivescovo Bolesław Twardowski
- Arcivescovo Eugeniusz Baziak
- Papa Giovanni Paolo II
- Vescovo Anton Coșa